# Rapier

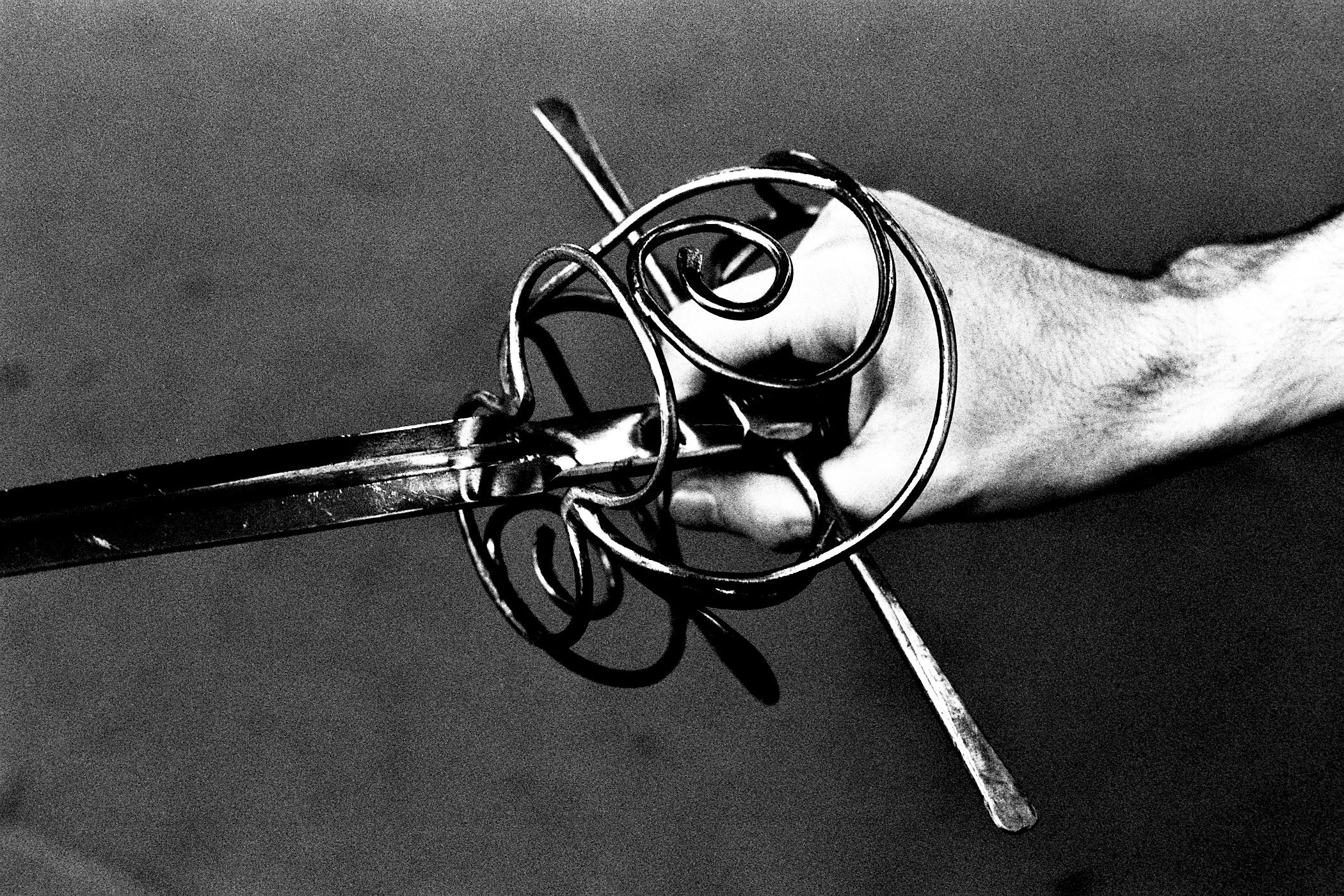
Korb eines Rapiers, deutsch, 17. Jahrhundert

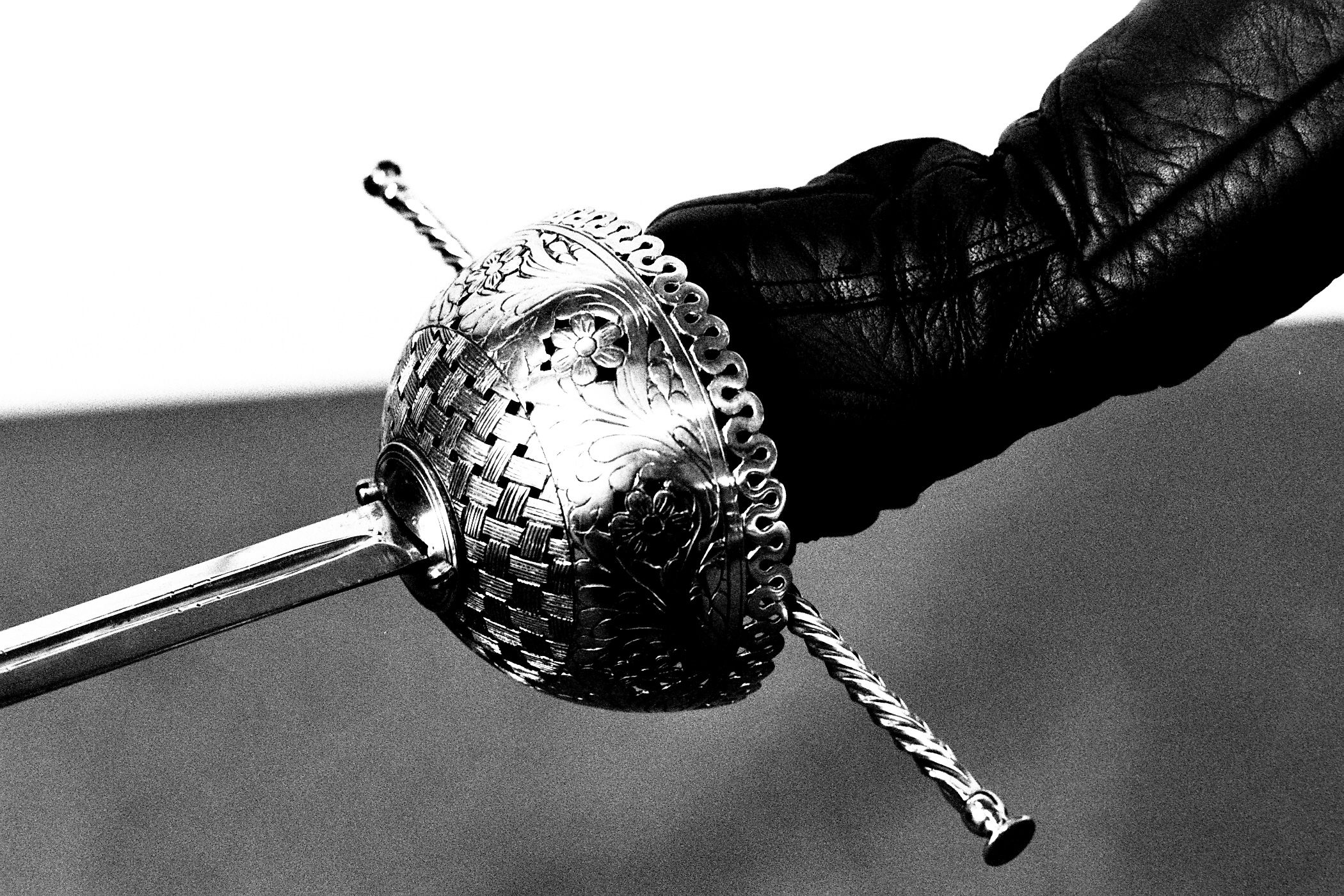
Handschutz eines Rapiers, spanisch, 17. Jahrhundert

Mit Rapier (auch Rappir; französisch rapière ‚Degen‘; spanisch espada ropera ‚Schwert, das zur Garderobe getragen wird‘) bezeichnet man eine seit dem frühen 16. Jahrhundert im europäischen Raum verbreitete Stich- und Hiebwaffe.
Im frühen 19. Jahrhundert wird der Begriff für stumpfe Übungswaffen verwendet. Haurapier steht für einen stumpfen Korbschläger und Stoßrapier für einen Pariser Stoßdegen mit abgestumpfter Spitze.

## Beschreibung
Das Rapier hat eine zweischneidige, gerade Klinge mit einem sehr spitzen Ort. Es weist im Vergleich zu vielen späteren, stärker für den Stich ausgelegten Waffen eine geringere Elastizität auf. Im Querschnitt sind die Klingen rauten- oder linsenförmig. An vielen Versionen ist eine Fehlschärfe (Ricasso) angebracht und die Klingen sind wesentlich länger als beim Degen. Der Korb ist verschieden ausgebildet. Man findet einfache Kreuzgefäße oder aber Körbe mit mehrfachen (Terz-, Quart-, Parier-, Griff-,) Haupt- und Nebenbügeln. Die Formen variieren im Laufe der Entwicklung und Benutzung. Für das Heft wurden verschiedenste Materialien verwendet.

## Entwicklung
Im 16. Jahrhundert verstand man unter dem Begriff Rapier allgemein das Schwert des Adels. Daher kann die Definition eines Rapiers sehr weit gefasst werden. Allerdings zeichnen das Rapier in der Regel einige besondere Eigenschaften aus, wie das Gefäß, welches unter anderem dem Zeigefinger einen zusätzlichen Schutz bietet, oder die lange und schlanke Klingenform.
Das im Vergleich zu vorangegangenen Schwerttypen leichtere Rapier entstand zu einer Zeit, als das Tragen voller Rüstungen mit dem Aufkommen der Feuerwaffen abnahm. Es erfreute sich auch im zivilen Leben, besonders bei der zunehmend bedeutenden Bürgerschicht, großer Beliebtheit. Das Rapier entwickelte sich nahtlos aus dem Seitschwert, von dem die Frühformen des Rapiers nicht immer exakt zu unterscheiden sind. Während frühe Rapiere durchaus noch hieblastig ausgelegt und damit dem Seitschwert recht ähnlich sein konnten, waren erst spätere Rapiere mit ihren überlangen, schlanken Klingen rein für den Stich optimierte Waffen. Prägend für diese Entwicklung war der von Camillo Agrippas verfasste Trattato di scientia d’arme, con un dialogo di filosofia.
Typisch für das Rapier war eine im Vergleich mit dem Langschwert schlanke, aber im Vergleich z. B. mit dem späteren Degen relativ schwere, überlange zweischneidige Klinge mit meist rhombischem Querschnitt und kräftiger Spitze. Das Gefäß (Griffteil) des Rapiers besaß ein „Kreuz“, also eine breite Parierstange ähnlich derjenigen mittelalterlicher Langschwerter, das jedoch zusätzlich mit einem zunehmend komplizierten, aus Eisen geschmiedeten Korb ergänzt wurde, der mit ringförmigen Spangen versehen war, um der Hand und insbesondere den Daumen und den auf der sogenannten Fehlschärfe aufliegenden Zeigefinger zu schützen. Dank des Abstützens mittels des Zeigefingers konnte die oft über 100 cm lange Klinge geschickter bewegt werden. Den die Faust schützenden Gefäßbügel nannte man pas d´âne (franz. Eselshuf).
Die Entwicklung des Rapiers begann in Frankreich und Italien etwa gleichzeitig um  1480. Das Rapier wurde in Deutschland vor allem durch das Fechtbuch des Joachim Meyer bekannt gemacht, das 1570 erstmals erschien und mehrfach aufgelegt wurde. Meyer verwendete eine noch recht hieblastige Waffe, entsprechend ist auch sein Fechtstil gleichermaßen von Hieb und Stich geprägt.
Verschiedene bildliche Darstellungen belegen jedoch, dass in Deutschland das Rapier auch schon in den 1510er Jahren wie auch im Deutschen Bauernkrieg benutzt wurde.
Besonders schwere frühe Rapiere für die militärische Verwendung sind heute als „Reitschwert“ oder im Englischen als „Sidesword“ bekannt; sie wiesen oft eine mehr oder weniger starke Verbreiterung der Klinge unterhalb des Ricassos auf. Im Laufe der Zeit wurde die Klinge des Rapiers immer leichter und zulasten der Hiebeignung auf Stoßfähigkeit hin optimiert. Zur Gewichtsersparnis wurden größere, teils auch mehrfache Hohlkehlen eingearbeitet, die die Schneid- bzw. Hiebfähigkeit weiter verschlechterten. Die Gefäßbügel wurden bei späten Exemplaren zum besseren Schutz gegen Stiche der leichteren Klingen mit immer mehr flächigen Elementen in der Art eines Stichblattes ergänzt, die meist zur Gewichtsersparnis perforiert waren.

## Kampftechnik
Da das Rapier zu schwer war, um wie beim modernen Fechten in schneller Folge eine Parade mit folgender Riposte auszuführen, war man beim Fechten mit dem Rapier bemüht, eine einzige Aktion auszuführen, die sowohl defensive als auch offensive Wirkung hatte. Im Gegensatz zum moderneren Fechten waren Seitwärtsbewegungen beim Rapierfechten normal.
Beim Fechten mit dem Rapier verwendete man auch häufig einen Parierdolch oder den über den freien Arm geworfenen Mantel, um die Hiebe des Gegners besser abwehren zu können. Aber auch der Buckler, ein kleiner eiserner Faustschild wurde eingesetzt. Manche Paraden konnten auch mit der freien Hand erfolgen. Viele in der zeitgenössischen Mode verwendete Accessoires wurden als Parierwaffe verwendet oder sogar eigens zu diesem Zweck gestaltet. Griffe und Hebel an den Waffenarm des Gegners waren nützliche Techniken. Selten wurde auch mit zwei Rapieren gefochten, es gab dafür sogar spezielle Doppelrapiere, die aufeinander gelegt in einer Scheide getragen werden konnten, nach dem Lösen der Verriegelung aber zu zwei fast vollwertigen Rapieren wurden. Dieser Kampf mit zwei langen Waffen stellte aber auch damals schon eher ein Kuriosum dar, von dem für den Ernstfall meist abgeraten wurde.
Es gab auch Rapiere, die mittels seitlich ausklappbarer Klingen die eingeklemmte Waffe des Gegners brechen konnten (ein Prinzip, das auch bei Parierdolchen verwendet wurde), oder solche, bei denen ein Dolch in der Gegengerade versteckt war. Mit „Brechen“ war allerdings nicht unbedingt das Zerbrechen der gegnerischen Klinge, sondern das Aushebeln derselben gemeint.

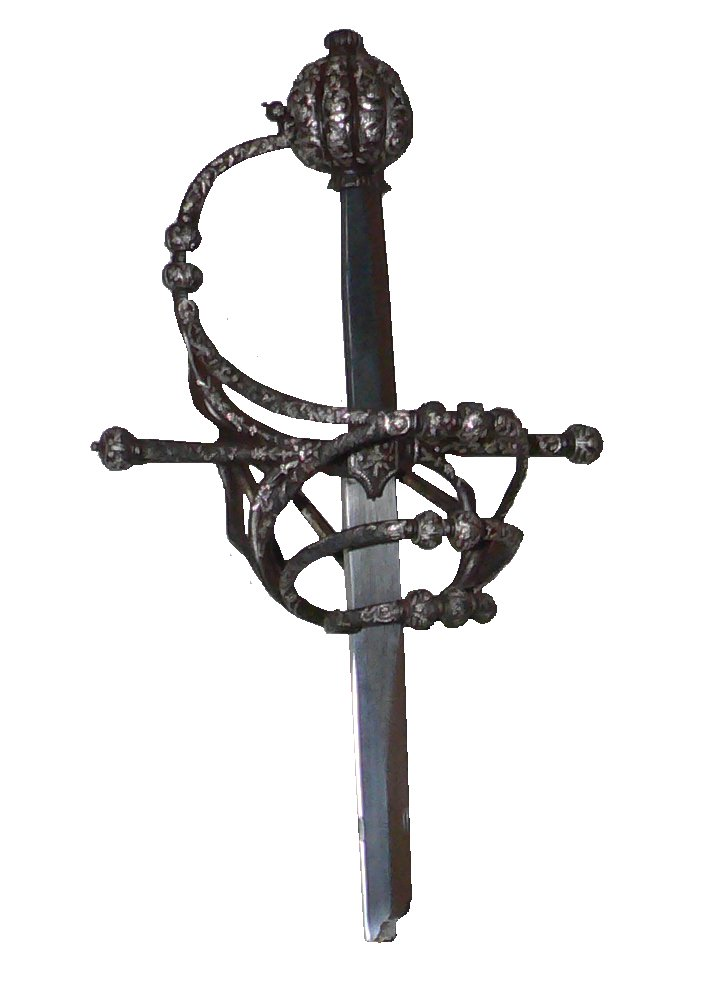
Rapier, zwischen 1580 und 1600. Musée de Morges, Schweiz.
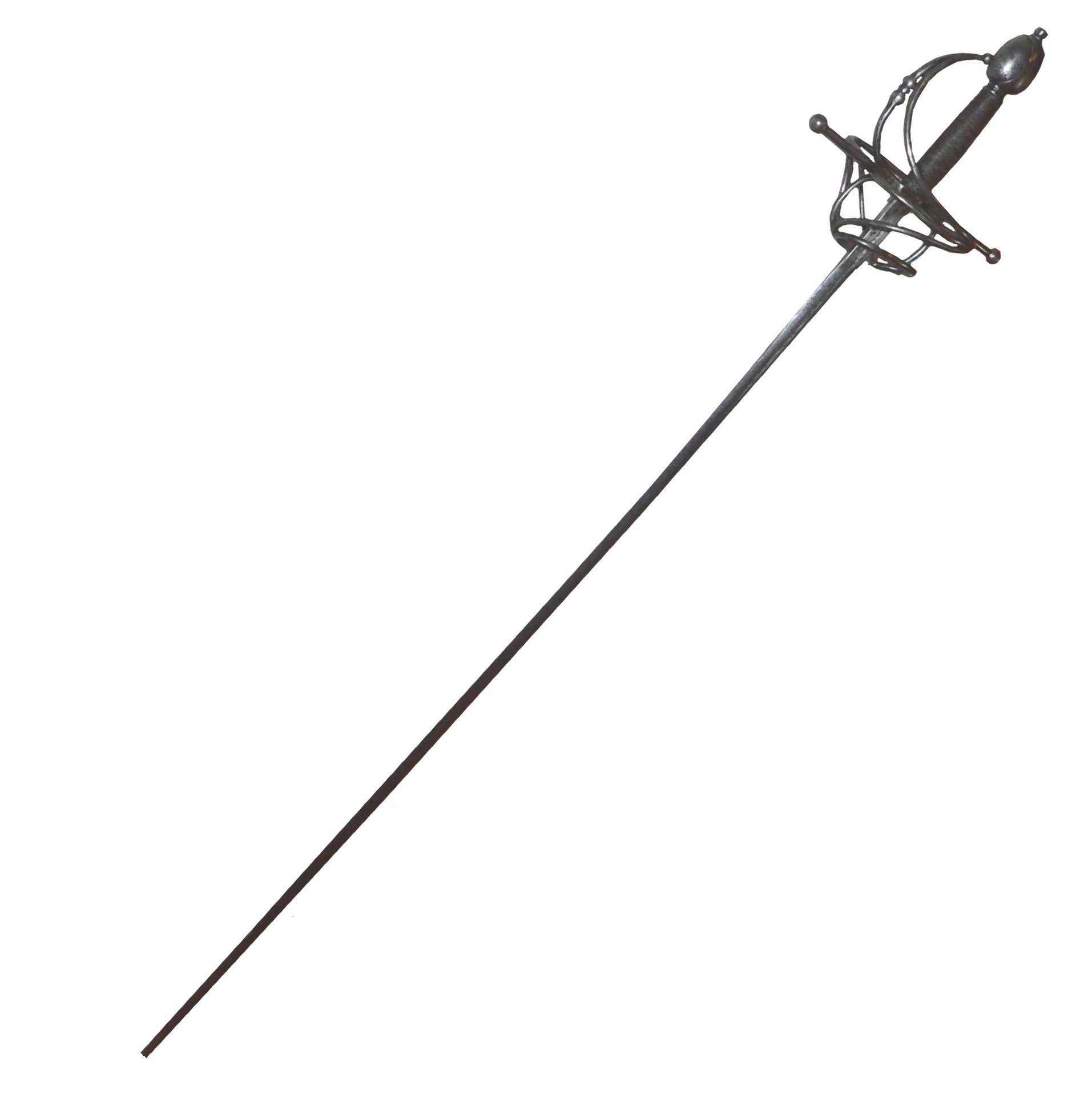
Rapier, erste Hälfte des 17. Jahrhunderts. Musée de Morges, Schweiz.
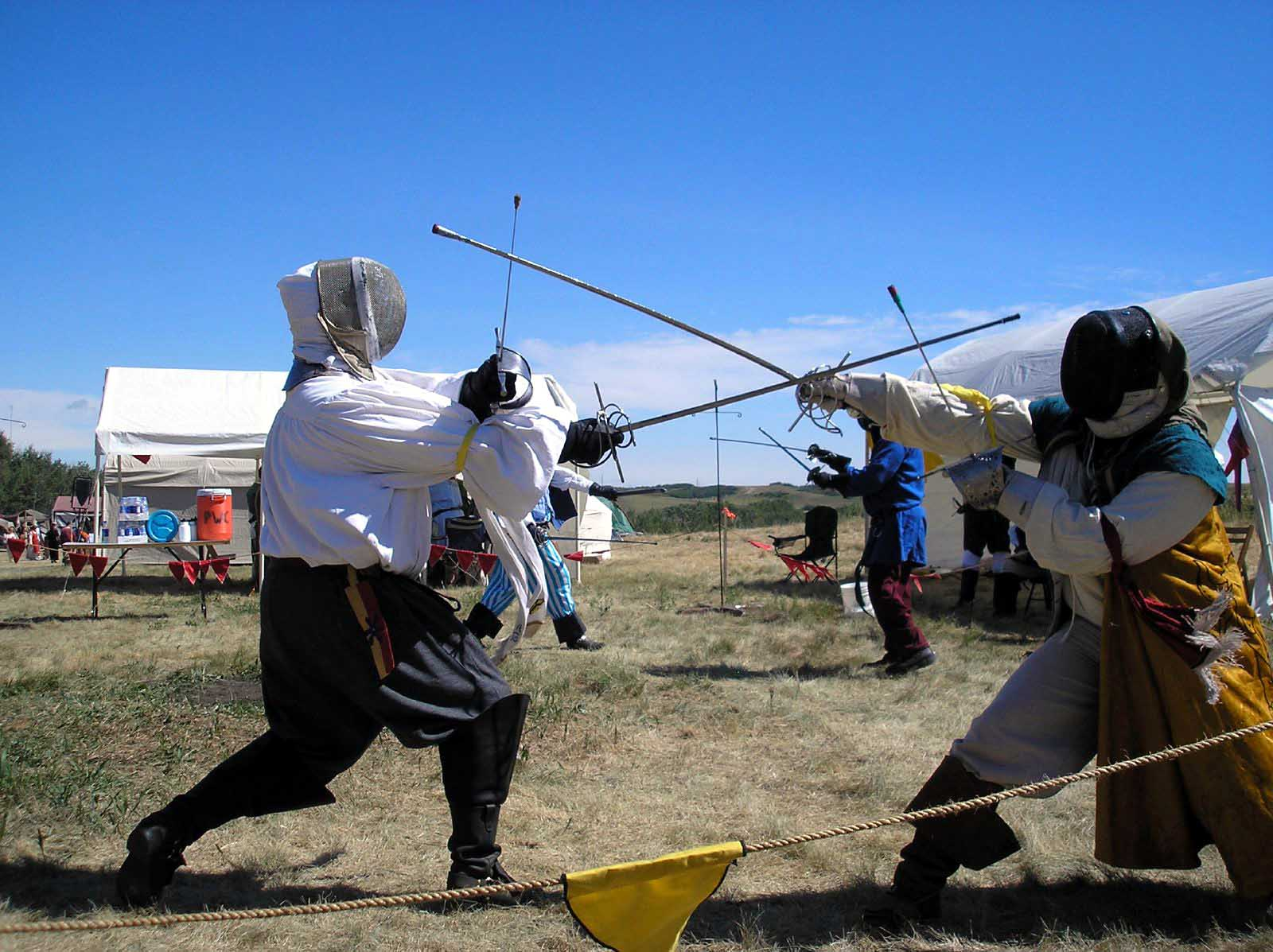
Mit Rapier und Parierdolch fechtende Teilnehmer eines Reenactments

## Weitere Entwicklung
Eine Sonderform war die Rapier-Musketengabel, die als Auflage für Musketen eingesetzt wurde. Im 18. Jahrhundert entwickelte man in Frankreich einen Stoßdegen mit kleinerem Stichblatt, aber einer dreikantigen spitzen Klinge, den leichten, wendigen sogenannten Pariser, der als Duellwaffe und speziell bei den Studentenverbindungen bis weit ins 19. Jahrhundert verwendet wurde.